# Travnička brigada HVO
Travnička brigada HVO je jedna od dvije brigade u sastavu HVO Stožera Travnik, je bila brigada koja je nastala od Prve brigade HVO Stožera Travnik čiji je ratni zapovjednik bio Nikola Grbeša, sastavljena od 1. bojne, 2. bojne i 3. bojne i dijela Druge brigade HVO Stožera Travnik. Ratni zapovjednik Druge brigade HVO Stožera Travnik je bio pukovnik Franjo Ljubas. Druga brigada je u svom sastavu pored podstožernih postrojbi imala: 1. Bojna - Dolac; 2. Bojna - Nova Bila; 3. Bojna - Guča Gora; 4. Bojna - Brajkovići. U sastav Travničke brigade od 1.4.1993. godine ulazi 1. bojna (Dolac) iz Druge brigade HVO Travnik, koja postaje 3. Bojna Travničke brigade. Sjedište je bilo u Travniku. Od 1.4.1993. godine 2.,  3, i 4. bojna Druge brigade HVO Stožera Travnik, ulaze u sastav Brigade Frankopan čiji je zapovjednik bio general Ilija Nakić. Prvi Zapovjednik HVO Stožera Travnik koji je u svome sastavu imao prvu i drugu brigadu je bio brigadir Ivica Stojak.

## Vanjske poveznice
- Facebook